# Gnaphosa kailana
Gnaphosa kailana är en spindelart som beskrevs av Benoy Krishna Tikader 1966. Gnaphosa kailana ingår i släktet Gnaphosa och familjen plattbuksspindlar. Inga underarter finns listade i Catalogue of Life.